# VI. Flak-Korps
Das VI. Flak-Korps war ein Großkampfverband der Luftwaffe der Wehrmacht im Zweiten Weltkrieg.

## Geschichte
Das IV. Flakkorps entstand am 15. Februar 1945 aus dem Stab der 16. Flak-Division beim Luftwaffenkommando West. Es führte die Flak-Verbände im Bereich der Heeresgruppe H an der nördlichen Westfront. Es musste sich dem Kriegsverlauf entsprechend von den Niederlanden nach Norddeutschland zurückziehen. Dort erfolgte am 8. Mai 1945 in Oldendorf, nach der bedingungslosen Kapitulation der Wehrmacht, die Gefangennahme durch die US-Amerikaner.

## Personen

### Kommandierender General
| Dienstgrad      | Name               | Datum                            |
| --------------- | ------------------ | -------------------------------- |
| Generalleutnant | Ludwig Schilffahrt | 15. Februar 1945 bis 8. Mai 1945 |

### Chef des Stabes
| Dienstgrad     | Name              | Datum                            |
| -------------- | ----------------- | -------------------------------- |
| Oberstleutnant | Wilhelm Schlodder | 15. Februar 1945 bis 8. Mai 1945 |

## Unterstellung
| Unterstellung           | von              | bis            |
| ----------------------- | ---------------- | -------------- |
| Luftwaffenkommando West | 15. Februar 1945 | 15. April 1945 |
| Luftflotte Reich        | 15. April 1945   | 8. Mai 1945    |

## Unterstellte Verbände
| Februar 1945 | |
| ------------ | --- |
| Februar 1945 | 4. Flak-Division mit Flakregiment 64, Flakregiment 181, Flakscheinwerferregiment 74                                        |
| Februar 1945 | 9. Flak-Brigade mit Flakregiment 129, Flakregiment 122 (E), Flakregiment 95, Flakregiment 50 (E.Tr.), Flakregiment 122 (E) |
| Februar 1945 | 18. Flak-Brigade mit Flakregiment 95, Flakregiment 100, Flakregiment 129, Flakregiment 181                                 |